# 푸블리코궁

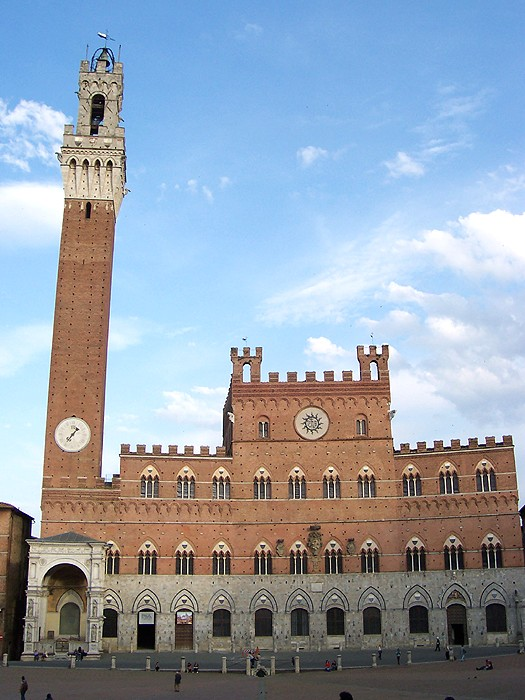
푸블리코궁 전경

푸블리코궁(Palazzo Pubblico)은 이탈리아 시에나에 있는 궁전이다. 캄포 광장에 위치하고 있다.